# Discografia di Sheryl Crow
Discografia di Sheryl Crow

## Album

### Album in studio
| 1993                  | Tuesday Night Music Club - Data di pubblicazione: 3 agosto 1993 - Etichetta: A&M Records     | 3  | — | 8  | 5  | 1  | 4  | 24 | 41 | - US: 7× Platinum - CAN: 3× Platinum - UK: 2× Platinum - EU: Platinum |
| 1996                  | Sheryl Crow - Data di pubblicazione: 24 settembre 1996 - Etichetta: A&M Records              | 6  | — | 5  | 12 | 14 | 6  | 20 | 8  | - US: 3× Platinum - CAN: 3× Platinum - UK: 3× Platinum - EU: Platinum |
| 1998                  | The Globe Sessions - Data di pubblicazione: 21 settembre 1998 - Etichetta: A&M Records       | 5  | — | 2  | 3  | 52 | 16 | 10 | 9  | - US: Platinum - CAN: 2× Platinum - UK: Platinum                      |
| 2002                  | C'mon C'mon - Data di pubblicazione: 16 aprile 2002 - Etichetta: Interscope Records          | 2  | — | 2  | 2  | 40 | —  | 11 | 12 | - US: Platinum - CAN: Platinum - UK: Gold                             |
| 2005                  | Wildflower - Data di pubblicazione: 27 settembre 2005 - Etichetta: A&M Records               | 2  | — | 25 | 1  | 98 | —  | —  | 48 | - US: Platinum - CAN: Platinum                                        |
| 2008                  | Detours - Data di pubblicazione: 5 febbraio 2008 - Etichetta: A&M Records                    | 2  | 2 | 20 | 2  | —  | —  | —  | 27 | - CAN: Gold                                                           |
| 2010                  | 100 Miles from Memphis - Data di pubblicazione: 20 luglio 2010 - Etichetta: A&M Records      | 3  | 1 | 34 | 2  | 95 | —  | 19 | —  |                                                                       |
| 2013                  | Feels like Home - Data di pubblicazione: 10 settembre 2013 - Etichetta: Warner Bros. Records | 7  | — | 16 | 14 | —  | —  | 24 | —  |                                                                       |
| 2017                  | Be Myself - Data di pubblicazione: 21 aprile 2017 - Etichetta: Warner Bros. Records          | 22 | 2 | 47 | 97 | 57 | 8  | —  | —  |                                                                       |
| 2019                  | Threads - Data di pubblicazione: 30 agosto 2019 - Etichetta: Big Machine Records             | 30 | — | 10 | 31 | 73 | —  | —  | —  |                                                                       |
| 2024                  | Evolution - Data di pubblicazione: 29 aprile 2024 - Etichetta: Big Machine Records           | —  | — | —  | —  | —  | —  | —  | —  |                                                                       |
| "—": non classificato |                                                                                              |    |   |    |    |    |    |    |    |                                                                       |

### Album dal vivo
| 1999                  | Sheryl Crow and Friends: Live from Central Park - Data di pubblicazione: 7 dicembre 1999 - Etichetta: A&M Records | 107 | 143 | — | — | — | — | - CAN: Gold |
| "—": non classificato | |     |     |   |   |   |   |             |

### Raccolte
| 2003                  | The Very Best of Sheryl Crow - Data di pubblicazione: 4 novembre 2003 - Etichetta: A&M Records | 2 | 2   | 2 | 6 | 9 | 26 | - US: 3× Platinum - CAN: 5× Platinum - AUS: Gold - UK: Platinum - EU: Platinum |
| 2007                  | Hits & Rarities - Data di pubblicazione: 12 novembre 2007 - Etichetta: A&M Records             | — | 116 | — | — | — | —  |                                                                                |
| 2008                  | Home for Christmas - Data di pubblicazione: 11 ottobre 2008 - Etichetta: A&M Records           | — | —   | — | — | — | —  |                                                                                |
| "—": non classificato |                                                                                                |   |     |   |   |   |    |                                                                                |

### Edizioni Speciali
| Data             | Titolo                            | Etichetta                         |
| 17 novembre 2009 | Tuesday Night Music Club - Deluxe | A&M Records/Universal Music Group |

### Apparizioni in compilation
| Data            | Titolo         | Etichetta  |
| 19 ottobre 1999 | Woodstock 1999 | Sony Music |

## Singoli
| Anno                                     | Singolo                               | Posizione Massima Classifiche | Posizione Massima Classifiche | Posizione Massima Classifiche | Posizione Massima Classifiche | Posizione Massima Classifiche | Posizione Massima Classifiche | Posizione Massima Classifiche | Posizione Massima Classifiche | Posizione Massima Classifiche | Posizione Massima Classifiche | Certificazioni          | Album di provenienza                 |
| Anno                                     | Singolo                               | US                            | US Main                       | US Alt                        | US Adult                      | US AC                         | UK                            | AUS                           | CAN                           | CAN AC                        | CAN Rock                      | Certificazioni          | Album di provenienza                 |
| ---------------------------------------- | ------------------------------------- | ----------------------------- | ----------------------------- | ----------------------------- | ----------------------------- | ----------------------------- | ----------------------------- | ----------------------------- | ----------------------------- | ----------------------------- | ----------------------------- | ----------------------- | ------------------------------------ |
| 1994                                     | "Leaving Las Vegas"                   | 60                            | 31                            | 8                             | —                             | —                             | 66                            | —                             | 29                            | —                             | —                             | —                       | Tuesday Night Music Club             |
| 1994                                     | "All I Wanna Do"                      | 2                             | 1                             | 4                             | 32                            | 1                             | 4                             | 1                             | 1                             | 1                             | —                             | - US: Gold - UK: Silver | Tuesday Night Music Club             |
| 1994                                     | "Strong Enough"                       | 5                             | 3                             | 10                            | 34                            | 11                            | 33                            | 3                             | 1                             | 3                             | —                             | —                       | Tuesday Night Music Club             |
| 1995                                     | "Can't Cry Anymore"                   | 36                            | 10                            | 38                            | 29                            | 22                            | 33                            | 41                            | 3                             | 13                            | —                             | —                       | Tuesday Night Music Club             |
| 1995                                     | "Run Baby Run"                        | —                             | —                             | —                             | —                             | —                             | 24                            | —                             | 86                            | 45                            | —                             | —                       | Tuesday Night Music Club             |
| 1995                                     | "What I Can Do for You"               | —                             | —                             | —                             | —                             | —                             | 43                            | —                             | —                             | —                             | —                             | —                       | Tuesday Night Music Club             |
| 1995                                     | "D'yer Mak'er"                        | —                             | 35                            | —                             | —                             | —                             | —                             | —                             | —                             | —                             | —                             | —                       | Encomium: A Tribute to Led Zeppelin  |
| 1996                                     | "If It Makes You Happy"               | 10                            | 4                             | 6                             | 5                             | —                             | 9                             | 20                            | 1                             | 1                             | 1                             | —                       | Sheryl Crow                          |
| 1996                                     | "Everyday Is a Winding Road"          | 11                            | 5                             | 17                            | 4                             | 28                            | 12                            | 67                            | 1                             | 8                             | —                             | —                       | Sheryl Crow                          |
| 1997                                     | "Hard to Make a Stand"                | —                             | —                             | —                             | —                             | —                             | 22                            | —                             | 15                            | 32                            | —                             | —                       | Sheryl Crow                          |
| 1997                                     | "A Change Would Do You Good"          | —                             | 16                            | 25                            | 5                             | —                             | 8                             | 74                            | 2                             | 7                             | 11                            | —                       | Sheryl Crow                          |
| 1997                                     | "Home"                                | —                             | 83                            | —                             | —                             | —                             | 25                            | —                             | 40                            | 43                            | —                             | —                       | Sheryl Crow                          |
| 1997                                     | "Tomorrow Never Dies"                 | —                             | —                             | —                             | —                             | —                             | 12                            | 65                            | —                             | 44                            | —                             | —                       | Tomorrow Never Dies (colonna sonora) |
| 1998                                     | "My Favorite Mistake"                 | 20                            | 5                             | 26                            | 2                             | —                             | 9                             | —                             | 2                             | 7                             | —                             | —                       | The Globe Sessions                   |
| 1998                                     | "There Goes the Neighborhood"         | —                             | —                             | —                             | —                             | —                             | 19                            | —                             | 4                             | —                             | 7                             | —                       | The Globe Sessions                   |
| 1999                                     | "Anything But Down"                   | 49                            | 17                            | —                             | 7                             | —                             | 19                            | —                             | 11                            | 14                            | —                             | —                       | The Globe Sessions                   |
| 1999                                     | "Sweet Child o' Mine"                 | —                             | 55                            | —                             | 29                            | —                             | 30                            | 60                            | 42                            | —                             | 26                            | —                       | Big Daddy (colonna sonora)           |
| 2002                                     | "Soak Up the Sun"                     | 17                            | 15                            | —                             | 1                             | 5                             | 16                            | 88                            | 24                            | —                             | —                             | - US: Gold              | C'mon C'mon                          |
| 2002                                     | "Steve McQueen"                       | 88                            | —                             | —                             | 13                            | —                             | 44                            | —                             | —                             | —                             | —                             | —                       | C'mon C'mon                          |
| 2002                                     | "C'mon C'mon"                         | —                             | —                             | —                             | —                             | —                             | —                             | —                             | —                             | —                             | —                             | —                       | C'mon C'mon                          |
| 2002                                     | "It's So Easy" (con Don Henley)       | —                             | —                             | —                             | —                             | —                             | —                             | —                             | —                             | —                             | —                             | —                       | C'mon C'mon                          |
| 2003                                     | "The First Cut Is the Deepest"A       | 14                            | 10                            | —                             | 1                             | 1                             | 37                            | 50                            | —                             | —                             | —                             | - US: Gold              | The Very Best of Sheryl Crow         |
| 2003                                     | "Light in Your Eyes"                  | 121                           | —                             | —                             | —                             | 10                            | 73                            | 73                            | —                             | —                             | —                             | —                       | The Very Best of Sheryl Crow         |
| 2005                                     | "Good Is Good"                        | 64                            | —                             | —                             | 5                             | —                             | 75                            | —                             | —                             | —                             | —                             | —                       | Wildflower                           |
| 2006                                     | "Always on Your Side" (con Sting)     | 33                            | —                             | —                             | 11                            | 12                            | —                             | —                             | 2                             | —                             | —                             | —                       | Wildflower                           |
| 2006                                     | "Real Gone"                           | 101                           | —                             | —                             | —                             | —                             | —                             | —                             | —                             | —                             | —                             | —                       | Cars (colonna sonora)                |
| 2007                                     | "Not Fade Away"                       | 78                            | —                             | —                             | —                             | —                             | —                             | —                             | —                             | —                             | —                             | —                       | Non-album single                     |
| 2007                                     | "Shine Over Babylon"                  | —                             | —                             | —                             | —                             | —                             | —                             | —                             | —                             | —                             | —                             | —                       | Detours                              |
| 2008                                     | "Love Is Free"                        | 77                            | —                             | —                             | 17                            | —                             | 76                            | —                             | 46                            | —                             | —                             | —                       | Detours                              |
| 2008                                     | "Now That You're Gone"                | —                             | —                             | —                             | —                             | —                             | —                             | —                             | —                             | —                             | —                             | —                       | Detours                              |
| 2008                                     | "There Is A Star That Shines Tonight" | —                             | —                             | —                             | —                             | —                             | —                             | —                             | —                             | —                             | —                             | —                       | Home for Christmas                   |
| 2008                                     | "The Christmas Song"                  | —                             | —                             | —                             | —                             | 24                            | —                             | —                             | —                             | —                             | —                             | —                       | Home for Christmas                   |
| 2009                                     | "Killer Life"                         | —                             | —                             | —                             | —                             | —                             | —                             | —                             | —                             | —                             | —                             | —                       | Tuesday Night Music Club (Deluxe)    |
| 2010                                     | "Summer Day"                          | —                             | —                             | —                             | —                             | 37                            | 149                           | —                             | —                             | 41                            | —                             | —                       | 100 Miles From Memphis               |
| 2011                                     | "Collide" (con Kid Rock)              | —                             | —                             | —                             | —                             | —                             | —                             | —                             | —                             | —                             | —                             | —                       | Born Free                            |
| "—" : singolo non presente in classifica |                                       |                               |                               |                               |                               |                               |                               |                               |                               |                               |                               |                         |                                      |

## Videografia

### VHS e DVD
- 1997 - Sheryl Crow:Live in London - VHS
- 1999 - Rockin' The Globe - VHS e DVD
- 2003 - C'Mon America 2003 - DVD
- 2003 - The Very Best of Sheryl Crow: The Videos - DVD
- 2005 - Sheryl Crow:Live in London - DVD
- 2005 - Wildflower Deluxe Edition - DVD
- 2006 - Wildflower: Live from New York - DVD
- 2009 - Tuesday Night Music Club - Bonus DVD - DVD

### Video musicali

#### Tuesday Night Music Club (1993)
- Run, Baby, Run
- Leaving Las Vegas
- Strong Enough
- Can't Cry Anymore
- All I Wanna Do[15]
- What i can do for you

#### Sheryl Crow (1996)
- A Change Would Do You Good
- Home
- If It Makes You Happy
- Everyday Is a Winding Road

#### The Globe Session (1998)
- My Favorite Mistake
- There Goes the Neighborhood
- Anything But Down

#### C'mon C'mon (2002)
- Steve McQueen
- Soak up the Sun
- Safe and Sound

#### Wildflower (2005)
- Good Is Good
- Always On Your Side
- Perfect Lie
- I Dont' Wanna Know

#### Detours (2008)
- Shine Over Babylon
- Lullaby For Wyatt
- Love Is Free
- God Bless This Mess
- Now That You're Gone
- Out Of Our Heads
- Gasoline

#### 100 Miles From Memphis (2010)
- Summer Day
- Sign Your Name